# 弗尔米奥
弗尔米奥，又译福密俄，公元前5世纪雅典海军指挥官，负责公元前439年前后的战事。自公元前430年开始，他率领纳乌帕克图斯的船队封锁了科林斯湾，并于次年夏两度与伯罗奔尼撒人海战皆胜。公元前428年，回到雅典时，他被控侵吞公款，此后不久病亡。